# آمل مردوک
آمل مردوک یا آویل مردوک (Amel-Marduk) به عنوان سومین پادشاه امپراتوری بابلی نو که از سال ۵۶۲ قبل از میلاد تا سرنگونی و قتل او در سال ۵۶۰ قبل از میلاد سلطنت کرد. او جانشین نبوکدنصر دوم (ح. ۶۰۵–۵۶۲ قبل از میلاد) بود. با توجه به تعداد کمی از منابع خط میخی باقی مانده، اطلاعات کمی از سلطنت و اقدامات او به عنوان پادشاه وجود دارد. مدت سلطنت او کوتاه بود و بعد از او، شوهرخواهرش نریگلیسار به سلطنت رسید.